# Albonico
Albonico is een plaats (frazione) in de Italiaanse gemeente Sorico.